# Echiniscus reticulatus
Echiniscus reticulatus är en djurart som tillhör fylumet trögkrypare, och som beskrevs av Murray 1905. Echiniscus reticulatus ingår i släktet Echiniscus och familjen Echiniscidae. Inga underarter finns listade i Catalogue of Life.